# Harukawa Eizan
Harukawa Eizan est un nom japonais traditionnel ; le nom de famille (ou le nom d'école), Harukawa, précède donc le prénom (ou le nom d'artiste).
Harukawa Eizan (春川 栄山) est un peintre japonais d'estampes de style ukiyo-e actif dans les années 1790. Il est peut-être élève de Chōbunsai Eishi et professeur de Harukawa Goshichi.  
Il ne doit pas être confondu avec Kikukawa Eizan (1787-1867), un peintre ukiyo-e plus récent.